# Barkine
Barkine (franska: Barkine (CR), Barkine (Commune Rurale), arabiska: باب تازة) är en kommun i Marocko.   Den ligger i provinsen Guercif och regionen Oriental, i den nordöstra delen av landet, 270 km öster om huvudstaden Rabat. Antalet invånare är 11 409.